# 水晶振動子

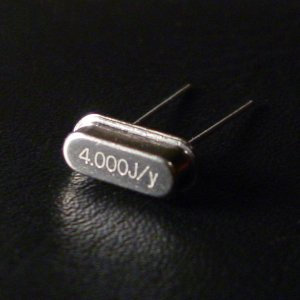
小型 4 MHz 水晶振動子　気密パッケージに収められた状態

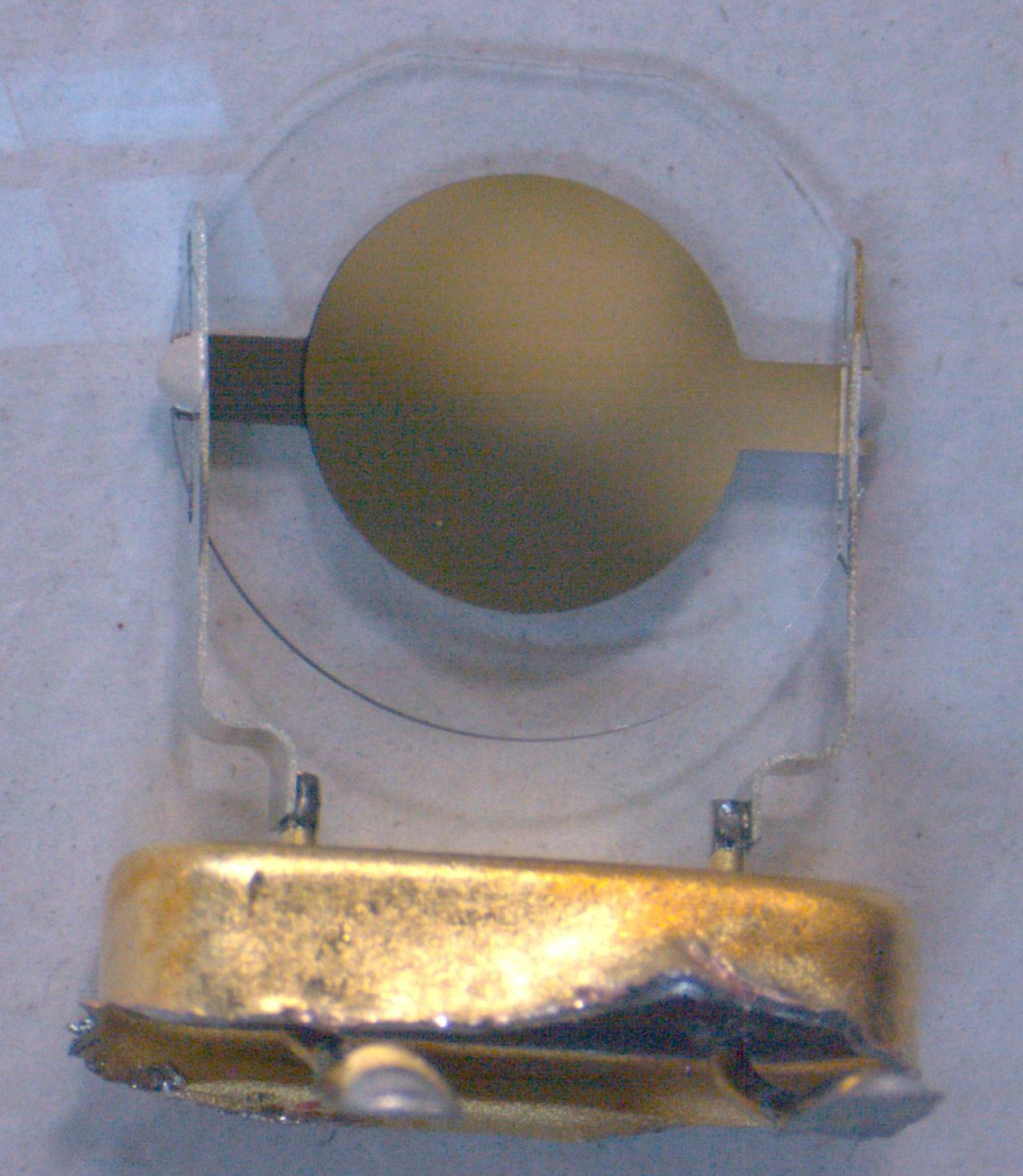
水晶振動子の中身

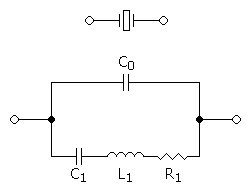
水晶振動子の等価回路

水晶振動子（すいしょうしんどうし、英語: quartz crystal unit または crystal unit）は、水晶（石英）の圧電効果を利用して高い周波数精度の発振を起こす際に用いられる受動素子の一つである。Xtalと略記されることもある。クォーツ時計、無線通信、コンピュータなど、現代のエレクトロニクスには欠かせない部品となっている。水晶発振子と呼ばれることがある。

## 原理
圧電体である水晶の結晶に電圧を加える（電界を印加する）と、圧電体に変形が生ずる。この現象の発見者は、ジャックとピエール・キュリーの兄弟である。電気的特性としては、通常はコンデンサとして作用するが、その固有振動数に近いある特定の周波数帯でのみコイルのように誘導性リアクタンスをもつものとして動作する。この原理を応用した電子部品が水晶振動子である。一般的な水晶振動子であるAT振動子は圧電体である水晶片（水晶ブランク）を2枚の電極で挟んだ水晶振動体を保持器に収めたものである。水晶振動子は自由振動を起こすため、波形は正弦波となる。
周波数
発振回路において、トランジスタとコイル・コンデンサの接続の組み合わせにより発振の条件が決まる回路がある（ハートレー発振回路、コルピッツ発振回路など）。これらの回路のうち、コイルが発振の条件として必要な部分に水晶振動子を接続すると、その固有振動数の発振出力が得られる。その周波数は106オーダーの精度が容易に得られ、他に類を見ないものであることから、周波数や時間の基準として広く用いられている。
結晶の大きさの関係から、実用に用いられている水晶振動子は1 - 20MHz程度のものが多い。それ以上の周波数が必要なときは、オーバートーン発振させるか（あるいは高い周波数用の水晶振動子は、オーバートーンで使用する前提のものもある）、周波数逓倍器を用いる
水晶振動子の発振周波数自体は、水晶振動子の特性（形状や、結晶のどの方位で切り出したか）によって決まるため、基本的には変更できない。そのため無線通信などでは、用いる周波数に合わせて水晶振動子を差し替える方式が採られることもある。しかしながら、外部のキャパシタンスを調整することによって、±0.数%程度の微調整が可能であり、これを応用したVXO (Variable Xtal Oscillator)、キャパシタンスを可変容量ダイオードに置換して電圧制御できるようにしたVCXO（Voltage Controlled Xtal Oscillator、電圧制御水晶発振器）等の回路がある。また、水晶振動子と電圧制御発振器、デジタル回路によるカウンタ回路や位相比較器等を組み合わせた周波数シンセサイザによって、安定した任意の周波数の出力信号を得ることも可能である。

## 種類

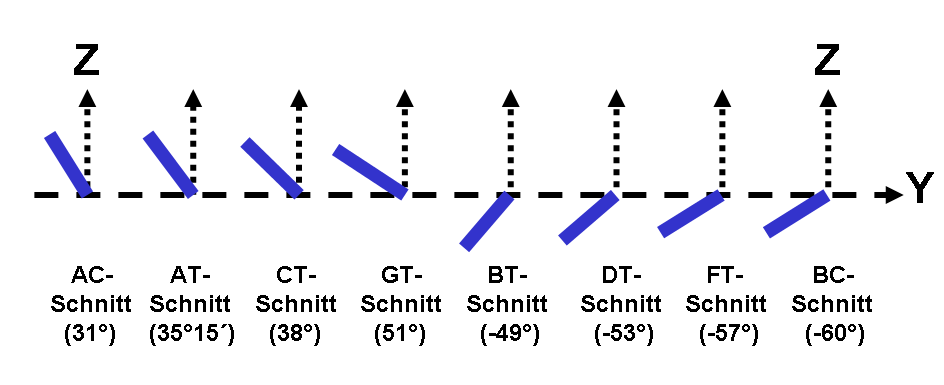
X軸から見た切り出しの角度

水晶の切出しの種類
ATカット（もしくは、R1カット）
現在でも広く製造されている切断角度（X軸に平行でZ軸から35°15′）。周波数温度特性がよく、発振が安定していることが特徴。1933年に古賀逸策博士と高木昇博士らによって発明された。
共振周波数：f＝1.67n/ｔ[MHz/mm]となる(n=オーバートーン次数、t=厚み(単位：㎜))。
SCカット(stress compensated-cut)
ATカットで問題となっていた急激な温度変化によって引き起こされる周波数変動（熱衝撃特性）防止目的で製造された。
BTカット
z軸に-49°で切り出した素子。ATカットに比べ温度特性精度が劣るため、現在ではあまり使われない。
その他、CTカット、DTカットなどがある。
パッケージの種類
ASICやCPUのような同期回路のパッケージでは発振回路を内蔵し、水晶振動子を接続するだけで使用できるようにしているものが多い。精度を補償するために内部のEEPROMなどに補正値を保存できるようにしているチップもある。
時計用のRTCモジュールなど、特に精度が要求される用途には、単独の水晶振動子ではなく、発振回路と共に一つのパッケージに組み込み、電源を接続すれば出力信号が得られるクロック・モジュールが使用されることもある。
水晶振動子の発振周波数は温度への依存性が強く、精度を制限する要因となる。対策としてパッケージ内の発振回路に温度センサを組み込んで周波数を補正したり、水晶振動子や発振回路を恒温槽に格納して温度変化を防ぐことにより精度を上げることができる。水晶発振器を実装する恒温槽をオーブンと呼ぶ。
TCXO (Temperature-compensated crystal Oscillator)
温度補償型水晶発振器
VCTCXO (Voltage Controlled Temperature Compensated crystal Oscillator)
アナログ電圧で振動周波数を制御できる温度補償型水晶発振器
DTCXO (Digital Temperature Compensated crystal Oscillator)
デジタル型温度補償発振器
ATCXO (Analog Temperature Controlled crystal Oscillator)
アナログ型温度補償発振器
VCXO (Voltage-Controlled crystal Oscillator)
電圧制御水晶発振器
TCVCXO (Temperature-Compensated Voltage-Controlled crystal Oscillator)
温度補償型電圧制御水晶発振器
OCXO (Oven-Controlled crystal Oscillator)
恒温槽付水晶発振器
OCVCXO (Oven-Controlled Voltage-Controlled crystal Oscillator)
恒温槽付電圧制御水晶発振器
RbXO (Rubidium crystal Oscillators)
消費電力を抑えるためにルビジウム発振器と時々同期を取るようにした水晶発振器
MCXO (Microcomputer-Compensated crystal Oscillator)
マイコン補償水晶発振器
TSXO (Temperature-Sensing crystal Oscillator)

CDXO (Calibrated Dual crystal Oscillator)

## 用途
従来は主に発振素子として用いられていたが、2010年代以降、センシングデバイスとしての用途も開拓されつつある。
時計
- クォーツ時計、腕時計など

小型の時計用には32.768kHz(1秒間に2の15乗回振動する値)など小型で1Hzを求めやすい水晶振動子がよく用いられる。
コンピュータ、電子機器
- クロック発振回路

計測機器
- 膜厚計：真空蒸着において蒸着物が振動子表面に付着すると質量が増え振動数が変化することから膜厚計として利用されている。
- 水晶振動子マイクロバランス：水晶振動子の表面に物体が付着すると発信周波数が変化することから、分子レベルの微量質量を測定に応用した装置。
- 水晶圧電式圧力センサー

無線通信（発振回路、フィルタ回路）
無線通信では、水晶振動子をフィルタ回路の一部として使うことがある。水晶フィルタ、または、クリスタルフィルタと呼ばれる。特にCWやSSB変調のように通過帯域が狭く、かつ阻止帯域における減衰量が大きいフィルタ回路が必要な場合に用いられる。それほど帯域が狭くなくても問題ない、ないしは減衰が強くなくてもよい場合はSAWフィルタが使われるようになってきており、生産量は減少している。一方、複数のアマチュア無線家が水晶振動子の実測データに基づくフィルタ設計手法や評価を発表したことから、アマチュア無線を中心に自作のクリスタルフィルタがしばしば使用されている。
- カラーテレビ（NTSCの色副搬送波再生）
- NSBクリスター、NSBクリスタル（日本短波放送（NSB、現日経ラジオ社）の周波数に正確に同調させるための短波ラジオのオプション装置）
- PLLを応用した周波数シンセサイザの基準周波数源

センシングデバイス
- 水晶振動子の表面に特定の揮発性有機化合物(VOC)を吸着する化学修飾を施すことにより、振動数の変化からVOCの検出、定量化を行う。

## 規格
水晶振動子は、その仕様について日本産業規格 (JIS) によって規格化されている。
- JIS C 6701 水晶振動子通則